# Edifici de Correus i Telègrafs (Portbou)
L'Edifici de Correus i Telègrafs és una obra de Portbou (Alt Empordà) inclosa a l'Inventari del Patrimoni Arquitectònic de Catalunya.

## Descripció
Situat dins del nucli urbà de la població de Portbou, al bell mig del terme, formant cantonada entre el carrer d'Enric Granados i el de l'Alcalde Miquel Cabré.
Edifici cantoner de planta rectangular, amb coberta plana davantera i teulada d'un sol vessant posterior. Està distribuït en planta baixa, dos pisos i un altell situat a la cantonada de la construcció. El portal d'accés a l'interior està situat al xamfrà de l'edifici. És rectangular i està emmarcat per un placat de pedra picada. Damunt del portal destaca un cos circular adossat a la cantonada, a mode de tribuna, sostingut pel voladís motllurat que protegeix la porta. Presenta una coberta plana al nivell de l'altell i consta de dues plantes. Majoritàriament, totes les obertures són rectangulars i estan organitzades horitzontalment mitjançant filades bastides amb maons. A la tribuna les filades continuen, amb les finestres trigeminades. Les façanes estan coronades per obertures ovalades que es corresponen amb els forats de ventilació de la coberta, damunt dels que hi ha una cornisa motllurada que sosté la barana d'obra que delimita el terrat o bé l'altell.
La construcció presenta els paraments arrebossats i emblanquinats.

## Història
Segons el fons documental del COAC el projecte d'obra es va endegar al juny de 1940 per encàrrec d'Andreu Dalmau i que en el projecte va participar Joaquim Roig com a tècnic topògraf.